# 曹云金
曹云金（1986年1月26日—），本名曹金，天津人，中国相声演员，原德云社成员，曾拜师郭德纲学习相声，2010年宣布已退出德云社。搭檔為劉雲天。

## 生平
曹金1986年出生于天津，2000年，其受到相声演员田立禾的启蒙（郭德纲称他只是见过田立禾），开始涉足相声界。2001年底，他来到北京，拜郭德纲为师，并在其门下学习表演相声。在北京的大观园戏楼所说的《报菜名》，是他所说的第一段相声。
他曾經生活在北京市的地下室中。
「五年之間我不停搬家，從這間地下室搬到另一間。地底生活真的很苦。當時我是一個人，沒鄰居、沒浴室、沒廁所，空間規劃不像現在這麼好。最悲慘的是，有次我的朋友把他的地底畫室免費借我住，裡面的溼氣實在讓人無法忍受，我一直生病好不了。最難過的就是皮膚，我整個上半身、背部都布滿膿疱，手腳、手臂總是長著癬，有時抓癢非得抓到流血。那時候我心裡只想著一件事，就是洗完衣服後怎麼把它弄乾。我什麼方法都試了，但衣服就是乾不了，霉味揮之不去。生活大小事你都得跟它奮鬥。但我還不是最不幸的，至少我有地方住。」回想起這一段過往，這位專業喜劇藝人實在幽默不起來。儘管在某些情境下，這段過往亦有值得拿來插科打諢的可能，但他不曾從中尋找任何靈感。
2010年2月11日，德云社年度封箱演出在天桥剧场演出，但是在演出过程中，身为德云社著名演员的曹金并没有露面，这使得舆论认为曹金可能退出了德云社，2月20日，郭德纲经纪人王海公开声称，这一切都是误传，说其“只是太忙了”。
2010年，曹金所参加拍摄的《三笑才子佳人》上映。9月，曹金参演的《窦天宝传奇》在地方卫视播出。10月，开始青海卫视《一百万梦想》节目。
2010年12月4日曹金在京為自己的新書《金聲金事》簽售，現場粉絲幾百人，以女粉絲居多，曹金也首次在公開場合承認退出德云社，「2010年八九月份德云社出事以後整改期間，公司就拿出了新的聘任合同，我覺得其中有一些條文不妥，就沒簽。」
2013年中国中央电视台春节联欢晚会上表演相声《这事儿不赖我》。
2016年8月31日，郭德纲公开《德云社家谱》，表示“该清的清，该驱的驱。所谓的清理门户，是为了给好人们一个交代。凡日月所照、江河所至皆以忠正为本。留下艺名带走脸面，愿你们万里鹏程。从此江湖路远，不必再见。”以及“另有曾用云字名者二人，欺天灭祖悖逆人伦，逢难变节卖师求荣，恶言构陷意狠心毒，似此寡廉鲜耻令人发指，为警效尤，夺回艺名逐出师门。”，将曹金逐出师门，此事引起曹的不满，于微博上反击郭。
2018年1月，曹金召开听云轩鸡年封箱专场新闻发布会，会上表示今后会把更多精力放在相声外的其他方面。

## 擅长作品
- 相声：《拴娃娃》、《大保镖》、《托妻献子》、《学四省》、《山西家信》、《黄鹤楼》、《说学逗唱》等。
- 太平歌词：《五龙捧圣》、《白蛇传》、《鹬蚌相争》。[11]

## 电视剧
| 年度   | 剧名           | 角色        | 备注          |
| ------ | -------------- | ----------- | ------------- |
| 2008年 | 家有儿女新传   |             |               |
| 2010年 | 县长老叶       | 侠盗陶迅    | 又名ː土匪传奇 |
| 2010年 | 窦天宝传奇     | 小笔        |               |
| 2011年 | 碧波仙子       | 白公子      |               |
| 2011年 | 达人三十       | 黄发祥      |               |
| 2011年 | 我是大侦探     | 张小周      |               |
| 2013年 | 兵临村下       | 钱贵        |               |
| 2014年 | 孩子回国了     | 张兆阳      |               |
| 2015年 | 杀手锏         | 关威        |               |
| 2016年 | 龙号机车       | 田佑年      |               |
| 2017年 | 明星时代       | 毛探長      | 客串          |
| 2017年 | 杀狼           | 霍飞/霍东庭 |               |
| 2020年 | 完美关系       | 耿跃        |               |
| 2021年 | 花开山乡       | 姜文化      |               |
| 2023年 | 铁马豪情的日子 | 万承顺      | 2019年拍攝    |
| 待播   | 哥不是传说     |             |               |

## 电影
| 年度   | 剧名               | 角色             | 备注     |
| ------ | ------------------ | ---------------- | -------- |
| 2010年 | 三笑之才子佳人     | 大总管华劳       |          |
| 2013年 | 致命闪玩           | 闪玩组织者咸旭初 |          |
| 2013年 | 早见晚爱           | 朱大福           |          |
| 2015年 | 黄金福将           | 郭培             |          |
| 2016年 | 恭喜发财之谈钱说爱 | 齐飞             |          |
| 2016年 | 情况不妙           | 周阳             |          |
| 2016年 | 龙拳小子           | 出租車司机       |          |
| 2016年 | 不离不弃           | 余天鸿           |          |
| 2017年 | 龙之战             | 冯相贤           |          |
| 2018年 | 故事贩卖机         | 阿克             | 網絡電影 |
| 2023年 | 猎黑行动           | 无相佛           | 網絡電影 |
| 2024年 | 我的女大佬         | 郑绝后           | 網絡電影 |

## 综艺
- 2017年1月 《吐槽大会》
- 2017年4月 《拜托了冰箱》
- 2017年9月 《吐丝联盟》第10期

## 争议
2015年10月14日，网友爆出曹云金在《爱神箭》剧组拍戏期间“耍大牌”，提出“至少住五星套房、以GMC的房车为座驾”的要求未果，便“满大街找宾馆、以不出工要挟剧组、让全剧组等几小时”，最终被赶出剧组。然而，经纪人王晶京和曹云金本人皆否认爆料真实性，称曹云金依合同执行行为，《爱神箭》剧组违约拖欠曹云金劳务费并损坏其名誉，他已经向三次发律师函。而《爱神箭》剧组方向曹云金律师发律师函，要求偿还已收到的40万片酬，赔偿23万经济损失，索赔共72万。同时他们还要求曹云金对40万片酬支付利息，并在影片上映前严格遵守保密义务，“不得泄露关于该片的任何材料或信息”。随后，曹云金将电影出品及“耍大牌”传言的始作俑者、导演助理付晓燕告至法庭。2016年12月30日，海淀区人民法院审结该案，确认曹云金方解约行为有效，驳回片方的反诉请求，胜诉的曹云金發表微博庆祝。
2016年8月31日，郭德纲发表微博宣布公开清理门户，并在配图中指责“云”字两人曹金、何伟欺天灭祖。曹金以6000字长文反击，历数郭德纲数宗罪。25日凌晨，郭德纲对曹金说法长文回应，言辞犀利。9月25日下午，曹金再次微博回击郭德纲。